# Logan Bailly
Pour les articles homonymes, voir Bailly.
Logan Bailly, né le 27 décembre 1985 à Liège en Belgique, est un footballeur international et entraîneur belge qui joue au poste de gardien de but.
Après sa carrière sportive, il participe aux élections locales de 2018 sur la liste du mouvement réformateur à Mouscron.  Il est actuellement en poste au RE Virton comme entraîneurs des gardiens.

## Biographie

### En club

#### Débuts et premiers pas chez les professionnels
Après avoir évolué chez les jeunes au RFC Liège et au Standard de Liege, Bailly rejoint le KRC Genk en 2001. En 2003, il est prêté une saison à Heusden-Zolder. La saison suivante, il revient à Genk et au début de la saison 2006-2007, il devient gardien titulaire du club à la place de Jan Moons. Il réalise des débuts remarquables et il est alors l'un des grands espoirs du football belge à ce poste.
En septembre 2008, lors d'un match de championnat contre le FC Bruges, Logan Bailly reçoit un coup sur la tempe sur un coup de tête involontaire de Joseph Akpala. Il a une commotion et reste inconscient plus de sept minutes.

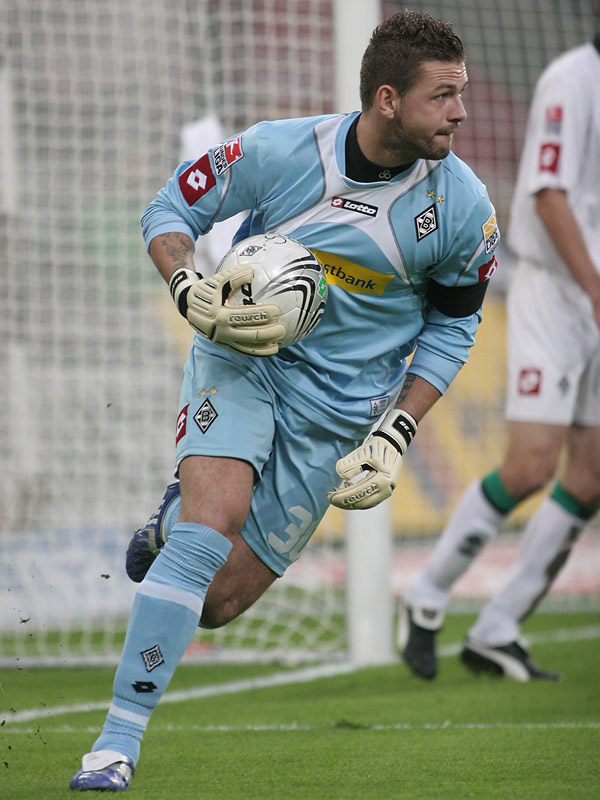
Bailly portant le maillot du Borussia Mönchengladbach.

#### Passage en Allemagne
En janvier 2009, il tente sa chance à l'étranger et signe au Borussia Mönchengladbach, en Allemagne.

#### Creux successifs
En juillet 2011, il est prêté Neuchâtel Xamax pour la saison 2011-2012 afin de relancer sa carrière. À la suite des problèmes financiers du club suisse, Logan Bailly n'est plus payé et décide de s'engager pour un prêt d'une durée de six mois avec option d'achat au KRC Genk. Malgré onze titularisations lors du second tour, le Racing décide de ne pas lever l'option d'achat. Dans le même temps, le club enregistre le retour de prêt du jeune international polonais Grzegorz Sandomierski, qui garde la préférence des dirigeants genkois.
Fin juin 2012, le gardien retrouve de l'embauche à Oud-Heverlee Louvain, pensionnaire de Division 1, où il signe un contrat d'un an avec option. Dans le club louvaniste, Bailly retrouve l'entraîneur Ronny Van Geneugden, qui fut son entraîneur en espoirs, et adjoint à Genk. En fin de saison, il prolonge son contrat dans le club louvaniste jusqu'en juin 2016. Malgré la relégation du club en 2014, il reste fidèle à ses couleurs et participe à la remontée parmi l'élite via le tour final de Division 2. Il n'accompagne cependant pas ses équipiers en première division et retente sa chance à l'étranger en signant un contrat de trois avec le Celtic Glasgow au début du mois de juillet 2015.

#### Fin de carrière au plus haut niveau
Le 7 juillet 2017, Logan Bailly signe un contrat de deux ans avec le Royal Excel Mouscron. Il y met fin en octobre 2018. Fin 2019, il rejoint l'UR Namur-FLV, pensionnaire de deuxième division amateurs, pour un passage éclair dans la capitale wallonne jusqu'en juin 2020. Sans club depuis, Logan Bailly n’a pas encore décidé de jeter définitivement les gants et le FC Bressoux le recrute pour la saison 2021-2022. Toutefois, l'annonce de Bressoux était visiblement un peu prématurée car le Liégeois fait demi-tour et décide finalement de mettre un terme à sa carrière de joueur. Il s'engage alors au FC Differdange 03, en D1 luxembourgeoise, où il devient entraîneur des gardiens.

### En équipe nationale
Logan Bailly est international belge espoir et participe au championnat d'Europe Espoirs 2007 aux Pays-Bas. Il participe ensuite aux Jeux olympiques de 2008, où la Belgique se classe quatrième.
Il devient le gardien numéro 1 de la sélection belge le 10 octobre 2009 contre le Portugal. Il dispute huit rencontres avec les « Diables Rouges » mais perd ensuite sa place, aussi bien en club qu'en sélection, à la suite de prestations moins bonnes.

## Statistiques
| Saison                | Club                     | Championnat           | Championnat | Championnat | Coupe(s) nationale(s) | Coupe(s) nationale(s) | Compétition(s) continentale(s) | Compétition(s) continentale(s) | Compétition(s) continentale(s) | Total | Total |
| Saison                | Club                     | Division              | M.          | B.          | M.                    | B.                    | Comp.                          | M.                             | B.                             | M.    | B.    |
| 2003-2004             | Heusden-Zolder (prêt)    | Division 1            | 16          | 0           | 4                     | 0                     | -                              | -                              | -                              | 20    | 0     |
| Sous-total            | Sous-total               | Sous-total            | 16          | 0           | 4                     | 0                     | -                              | 0                              | 0                              | 20    | 0     |
| 2004-2005             | KRC Genk                 | Division 1            | 2           | 0           | -                     | -                     | C4                             | -                              | -                              | 2     | 0     |
| 2005-2006             | KRC Genk                 | Division 1            | -           | -           | -                     | -                     | C3                             | -                              | -                              | 0     | 0     |
| 2006-2007             | KRC Genk                 | Division 1            | 33          | 0           | 3                     | 0                     | -                              | 0                              | 0                              | 36    | 0     |
| 2007-2008             | KRC Genk                 | Division 1            | 31          | 0           | 2                     | 0                     | C1                             | 2                              | 0                              | 35    | 0     |
| 2008-2009             | KRC Genk                 | Division 1            | 12          | 0           | 1                     | 0                     | -                              | 0                              | 0                              | 13    | 0     |
| Sous-total            | Sous-total               | Sous-total            | 78          | 0           | 6                     | 0                     | -                              | 2                              | 0                              | 86    | 0     |
| 2008-2009             | Borussia Mönchengladbach | Bundesliga            | 17          | 0           | 0                     | 0                     | -                              | 0                              | 0                              | 17    | 0     |
| 2009-2010             | Borussia Mönchengladbach | Bundesliga            | 29          | 0           | 1                     | 0                     | -                              | 0                              | 0                              | 30    | 0     |
| 2010-2011             | Borussia Mönchengladbach | Bundesliga            | 15          | 0           | 0                     | 0                     | -                              | 0                              | 0                              | 15    | 0     |
| Sous-total            | Sous-total               | Sous-total            | 61          | 0           | 1                     | 0                     | -                              | 0                              | 0                              | 62    | 0     |
| 2011-2012             | Neuchâtel Xamax (prêt)   | Super League          | 0           | 0           | 1                     | 0                     | -                              | 0                              | 0                              | 1     | 0     |
| Sous-total            | Sous-total               | Sous-total            | 0           | 0           | 1                     | 0                     | -                              | 0                              | 0                              | 1     | 0     |
| 2011-2012             | KRC Genk (prêt)          | Division 1            | 11          | 0           | 0                     | 0                     | -                              | 0                              | 0                              | 11    | 0     |
| Sous-total            | Sous-total               | Sous-total            | 11          | 0           | 0                     | 0                     | -                              | 0                              | 0                              | 11    | 0     |
| 2012-2013             | Oud-Heverlee Louvain     | Division 1            | 38          | 0           | 1                     | 0                     | -                              | 0                              | 0                              | 39    | 0     |
| 2013-2014             | Oud-Heverlee Louvain     | Division 1            | 37          | 0           | 2                     | 0                     | -                              | 0                              | 0                              | 39    | 0     |
| 2014-2015             | Oud-Heverlee Louvain     | Division 2            | 35          | 0           | 2                     | 0                     | -                              | 0                              | 0                              | 37    | 0     |
| Sous-total            | Sous-total               | Sous-total            | 110         | 0           | 5                     | 0                     | -                              | 0                              | 0                              | 115   | 0     |
| 2015-2016             | Celtic Glasgow           | Scottish Premiership  | 3           | 0           | 2                     | 0                     | -                              | 0                              | 0                              | 5     | 0     |
| 2016-2017             | Celtic Glasgow           | Scottish Premiership  | 0           | 0           | 0                     | 0                     | -                              | 0                              | 0                              | 0     | 0     |
| Sous-total            | Sous-total               | Sous-total            | 5           | 0           | 2                     | 0                     | -                              | 0                              | 0                              | 7     | 0     |
| 2017-2018             | Royal Excel Mouscron     | Division 1A           | 16          | 0           | 1                     | 0                     | -                              | 0                              | 0                              | 17    | 0     |
| Sous-total            | Sous-total               | Sous-total            | 16          | 0           | 1                     | 0                     | -                              | 0                              | 0                              | 17    | 0     |
| Total sur la carrière | Total sur la carrière    | Total sur la carrière | 297         | 0           | 20                    | 0                     | -                              | 2                              | 0                              | 319   | 0     |

## Sélections internationales
Dès son adolescence, Logan Bailly est considéré comme un grand espoir du football belge au poste de gardien de but. Il est sélectionné en équipe nationale des moins de 16 ans dès septembre 2000, alors qu'il n'a pas encore quinze ans. Il joue quatre rencontres dans cette catégorie en 2000 et 2001, puis trois rencontres avec les moins de 17 ans en 2001. De 2002 à 2004, il dispute six rencontres avec l'équipe des moins de 19 ans et joue son premier match en espoirs le 7 octobre 2006. Il est le gardien titulaire de l'équipe pour l'Euro espoirs 2007 et les Jeux olympiques de 2008, où la Belgique se classe à chaque fois quatrième.
Sa première sélection avec les « Diables Rouges » a lieu le 2 juin 2007 mais il doit attendre plus de deux ans, le 10 octobre 2009, pour disputer sa première rencontre officielle, remportée 2-0 contre la Turquie. Un an plus tard, il joue son huitième et dernier match international contre l'Autriche, conclu sur un score de 4-4 dont il est jugé comme un des principaux responsables.
Le tableau ci-dessous reprend toutes les rencontres internationales disputées par Logan Bailly. Les matches qu'il ne joue pas ne sont pas indiqués. Le score de la Belgique est toujours indiqué en gras.
| Date       | Compétition                                  | Adversaire | Lieu      | Score |
| ---------- | -------------------------------------------- | ---------- | --------- | ----- |
| 10/10/2009 | Éliminatoires Coupe du monde 2010 (Groupe 5) | Turquie    | Bruxelles | 2-0   |
| 14/10/2009 | Éliminatoires Coupe du monde 2010 (Groupe 5) | Estonie    | Tallinn   | 2-0   |
| 03/03/2010 | Match amical                                 | Croatie    | Bruxelles | 0-1   |
| 11/08/2010 | Match amical                                 | Finlande   | Turku     | 1-0   |
| 03/09/2010 | Éliminatoires Euro 2012 (Groupe A)           | Allemagne  | Bruxelles | 0-1   |
| 07/09/2010 | Éliminatoires Euro 2012 (Groupe A)           | Turquie    | Istanbul  | 3-2   |
| 08/10/2010 | Éliminatoires Euro 2012 (Groupe A)           | Kazakhstan | Almaty    | 0-2   |
| 12/10/2010 | Éliminatoires Euro 2012 (Groupe A)           | Autriche   | Bruxelles | 4-4   |

## Palmarès
Logan Bailly est vice-champion de Belgique en 2007 avec le KRC Genk.
Logan Bailly est champion d'Écosse en 2016 et en 2017 avec le Celtic Glasgow.
Il remporte la coupe de la ligue d'Écosse en 2017 avec le Celtic Glasgow.